# Selenocephalus planus
Selenocephalus planus är en insektsart. Selenocephalus planus ingår i släktet Selenocephalus och familjen dvärgstritar.

## Underarter
Arten delas in i följande underarter:
- S. p. pallens
- S. p. lusitanicus